# 輝煌 〜Shining Energy〜
『輝煌 〜Shining Energy〜』（きこう シャイニング・エナジー）は、2004年3月3日にリリースされた女子十二楽坊の日本2作目のオリジナル・アルバム。

## 概要
DVD付いる。DVDの収録時間は100分以上に及び、CDの収録時間を上回る。器楽曲アルバムとしては史上初の初登場首位獲得。

## 収録曲
| 1. 大峡谷 2. 輝煌 3. いい日旅立ち 4. シャイニング・エナジー 5. 明日への扉 6. 楼蘭少女 7. リール・アラウンド・ザ・サン（リバー・ダンスより） 8. オンリー・タイム 9. 茉莉花（ジャスミン） 10. 時の流れに身をまかせ 11. 幻想 12. 白鳥の湖 13. 火 14. 祈り 15. 蝴蝶 | 1. 奇跡 2. 世界に一つだけの花 3. 香格里拉 4. 劉三姐 5. 明日への扉 6. 七拍 7. 勝利 8. 川の流れのように 9. 自由 10. 阿拉木汗 11. 花児與少年 12. 魂之舞 13. 五拍（Take Five） 14. ラブストーリーは突然に 15. 新古典主義（組曲） 16. 輝煌 17. 紫禁城 18. 山水（組曲） 19. リール・アラウンド・ザ・サン（リバー・ダンスより） 20. 地上の星 21. 自由 22. 「輝煌」 プロモーションビデオ |